# Anne Emery
 (novembre 2017).
Si vous disposez d'ouvrages ou d'articles de référence ou si vous connaissez des sites web de qualité traitant du thème abordé ici, merci de compléter l'article en donnant les références utiles à sa vérifiabilité et en les liant à la section « Notes et références ».
Pour les articles homonymes, voir Emery.
Anne Emery, née en 1958 à Halifax, en Nouvelle-Écosse, au Canada, est une femme de lettres canadienne, auteure de roman policier.

## Biographie
Née en Nouvelle-Écosse, elle grandit à Moncton, ville de la province voisine du Nouveau-Brunswick.
Elle obtient un baccalauréat de l'université Saint-Francis-Xavier, puis une maîtrise universitaire et un Bachelor of Laws de l'université Dalhousie. Admise au barreau de la Nouvelle-Écosse en 1995, elle travaille quelques années comme avocate, avant de devenir un reporter et une chercheuse spécialisée dans les affaires judiciaires.
En 2006, elle publie son premier roman Sign of the Cross avec lequel elle est lauréate du prix Arthur-Ellis 2007 du meilleur premier roman. C'est le premier volume d'une série de romans consacrée à Monty Collins, une avocat de la défense, et à Brennan Burke, un prêtre catholique. Avec le dixième roman de cette série, Though the Heavens Fall publié en 2018, il est lauréat du prix Arthur-Ellis 2019 du meilleur roman.

## Œuvre

### Romans

#### SérieCollins-Burke
- Sign of the Cross (2006)
- Obit (2007)
- Barrington Street Blues (2008)
- Cecilian Vespers (2009)
- Children in the Morning (2010)
- Death at Christy Burke's (2011)
- Blood on a Saint (2013)
- Ruined Abbey (2015)
- Lament for Bonnie (2017)
- Though the Heavens Fall (2018)
- Postmark Berlin (2020)

## Prix et distinctions

### Prix
- Prix Arthur-Ellis 2007 du meilleur premier roman pour Sign of the Cross[1]
- Prix Arthur-Ellis 2019 du meilleur roman pour Though the Heavens Fall[1]